# 截叶栝楼
截叶栝楼（学名：Trichosanthes truncata）为葫芦科栝楼属下的一个种。